# Urban Air Samba
Urban Air Samba je češko dvosedežno ultralahko športno letalo iz 1990ih. Letalo je zasnoval Pavel Urban na podlagi Urban Air Lambade. Air Samba je grajena večinoma iz kompozitnih materialov in ima fiksno tricikel pristajalno podvozje.
Leta 2003 so predstavili modificirano verzijo Samba XXL.

## Specifikacije (Samba XXL)
- Posadka: 1
- Kapaciteta: 1 potnik
- Teža praznega letala: 584 lb (264 kg)
- Gros teža: 1041 lb (472. kg)
- Pogon: 1 × Rotax 912 ULS, 80 KM (60 kW)

- Potovalna hitrost: 137 mph (220 km/h)
- Hitrost izgube vzgona: 40 mph (64 km/h)
- Največje jadralno število: 18 : 1
- Hitrost vzpenjanja: 1400 ft/min